# 千本福隆
千本 福隆（せんもと よしたか、1854年6月19日（嘉永7年5月24日） - 1918年（大正7年）10月30日）は明治時代から大正時代にかけての日本の教育者。東京高等師範学校名誉教授。東京物理学講習所（後の東京物理学校、現在の東京理科大学）の創立者の一人である。

## 経歴
- 1854年（嘉永7年） - 美濃野村藩の江戸藩邸に生まれる。
- 1870年（明治3年） - 藩の貢進生として、大学南校（後の東京大学）に入学。
- 1878年（明治11年）12月24日 - 東京大学仏語物理学科第1期卒業。
- 1881年（明治14年） - 東京物理学講習所の創立者の一人となる。
- 1885年（明治18年） - 東京物理学校維持同盟員となる。
- 1889年（明治22年） - 大日本教育会の師範学校小学校手工科取調委員となる。
- 1914年（大正3年）7月11日 - 東京高等師範学校名誉教授[1]
上記のほか、文部省図書課の兼勤課員、高等師範学校（後の東京高等師範学校）教授を勤めた。

## 栄典
- 1891年（明治24年）12月21日 - 正七位[2]

## 千本文庫
1919年（大正8年）6月に、東京高等師範学校（現在の筑波大学）へ千本の旧蔵書192冊が収められ、現在は千本文庫とよばれている。

## 著作
- 上原六四郎、千本福隆、手島精一、服部一三 「手工科に関する意見」（『現社会』第1号、現社会発行所、1888年12月）

著書・編書
- 『初等 代数学』 千本福隆、1904年5月第壱巻・第二巻
  - 『初等 代数学』 大倉書店、1919年上巻・下巻
- 『中学 算術教科書』 光風館書店、1913年10月
- 『中学 代数教科書』 光風館書店、1914年10月巻上・巻下
- 『中学 幾何教科書』 光風館書店、1918年平面之部 ／ 立体之部

訳書
- 『中等教育 代数学』 アグレジェー・ボッス原著、桜井房記合訳、丸善商社書店・敬業社、1889年12月上巻 ／ 1891年11月下巻

## 関連文献
- 太田千頴編輯 『東京物理学校五十年小史』 東京物理学校、1930年10月、93-96頁
- 「物理学校の創立につくした千本福隆」（唐沢富太郎著 『貢進生 : 幕末維新期のエリート』 ぎょうせい、1974年12月 ／ 唐沢富太郎著 『唐沢富太郎著作集 第4巻 貢進生 人生・運命・宗教』 ぎょうせい、1990年10月、ISBN 4324016259）